# Protesten in Suriname (1973)
De protesten in Suriname van 1973 vonden in de eerste drie maanden van het jaar plaats. 22 mensen – betogers en politieagenten – raakten gewond. Vakbondsleider Ronald Abaisa werd gedood door een politiekogel.

## Arbeidsonrust

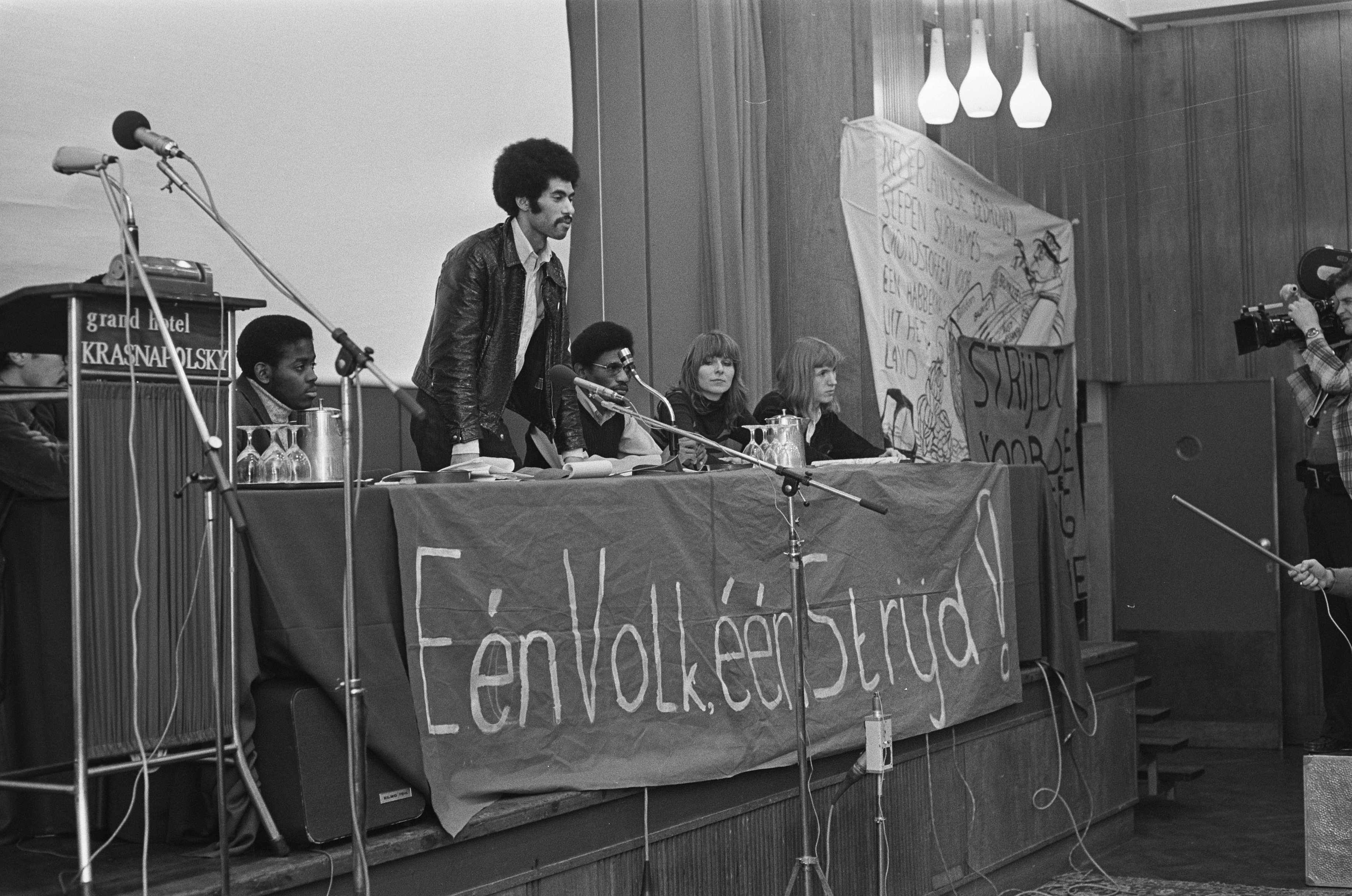
Steunprotest in Amsterdam op 9 februari 1973

Eind jaren 1960, begin jaren 1970 was het onrustig onder arbeiders in Suriname. In deze jaren verenigden de ambtenaren zich in de Centrale van Landsdienaren Organisaties (CLO).
De politie had slechts de beschikking over beperkte middelen en uitrusting en minister Jnan Adhin van Justitie en Politie verzocht Nederland om materiële hulp. Hij vroeg staatssecretaris Joop Haex van Defensie om lichte wapens en munitie, maar wenkte ook naar hulp van de Troepenmacht in Suriname (TRIS) "indien een en ander uit de hand mocht lopen". Adhin overwoog ook de invoering van bereden politie. Hier werd later vanuit kostenaspect van afgezien.
De onvrede leidde in 1973 tot acties onder overheidspersoneel, beginnend met een staking bij de douane. Hierbij sloten zich bonden uit de overheids- en private sector aan, met stakingen, demonstraties en vernielingen die Paramaribo enkele maanden in zijn greep hielden. Politiecommandant Peneux: "Die van '68 ach, maar die van '73! Die was verschrikkelijk. Oorlog tussen regering, vakbond, met de politie in het midden om de zaak koel te houden." In deze maanden werden honderden demonstranten gearresteerd en vielen 22 gewonden. In het CLO-Bulletin werd veel geschreven over het optreden van de politie, zoals op 24 februari 1973 over de gebruikmaking van pistool, gummiknuppel en van de TRIS afkomstig traangas.
De CLO wakkerde in deze maanden verdeeldheid aan onder politieagenten, met publicaties als: "De politie kan en moet nu bewijzen of zij het volk beschermt of enkele corrupte volksleiders die zich minister noemen" (CLO-Bulletin, 13 maart 1973). Het beeld van een Surinaamse politie die geen recht heeft op een eigen mening werd eveneens verspreid door communistische actiebladen als de Rode Surinamer, Manifest en Aktueel.
Het Burgerkomitee Orde en Rust daarentegen bracht proclamaties naar buiten waarin het de vakbonden verantwoordelijk hield voor vernielingen, plunderingen, en slachtoffers als gevolg van politieoptredens.
Volgens agent Brewster steeg de vermoeidheid onder politieagenten: "Het risico op ongelukken nam steeds meer toe. Er waren schietincidenten ... en onverantwoord wapengebruik."
In het Krasnapolsky Hotel in Amsterdam werd op 9 februari 1973 een solidariteitsmeeting gehouden om de stakende arbeiders in Suriname te steunen. Een collecte bracht 1500 gulden op.

## Protest op 27 februari 1973
Op 27 februari 1973 waren er opnieuw demonstraties. Ronald Abaisa, de ondervoorzitter van de Bond Arbeiders GMD die werknemers van de overheidsinstelling Geologisch Mijnbouwkundige Dienst vertegenwoordigt, trok met een groep werknemers naar Paramaribo, om de eis van de betaling van achterstallig loon kracht bij te zetten.
Burgers meldden de politie die dag dat er een groep marrons "met houwers en bijlen" naar de stad in aantocht was. Bij de CBvS aan de Gravenstraat stevende de groep af op het kordon politie. Een voorloper danste met een gevulde eenderdefles en sloeg kreten uit. Op de kop van de stoet liep Abaisa met een strak en onbewogen gezicht, ook toen er twee salvo's traangas afgeschoten werden. Agente Vriesde hierover: "Ze hadden allemaal gezopen of zo, of ze waren allemaal in trance."
De dansende voorloper werd door drie agenten met de wapenstok geslagen. Een betoger die een voorwerp uit zijn broekband trok en de politie te lijf wilde gaan, werd in zijn been geschoten. Toen de groep door het kordon brak, schoot de politie meerdere keren. Abaisa werd hierbij dodelijk getroffen. De demonstranten vluchtten weg en het verzet was gebroken.
Binnen stakingskringen werden zestien mensen gearresteerd. Ondanks dat drukmateriaal en stencilmachines in beslag werden genomen, werden ondergronds toch vlugschriften en krantjes verspreid. Oppositie via de media werd gecontroleerd en bij ongevallige berichtgeving werden zenders uit de lucht gehaald. De Anti-Kommunist, die fel uithaalde tegen de vakbonden, bleef wel publiceren.
Op de plaats waar Abaisa was neergeschoten werd het asfalt schoongemaakt. Kort daarna werd er een rode pot met verf overheen geworpen. Ook werden er kransen gelegd.

### Rel na eredienst
Op 6 maart hielden de vakbonden in de St. Rosakerk een eredienst. Op het shirt van de meeste stakers stond de tekst: "Deng kiri Abaisa 27-2-'73" ("Zij vermoorden Abaisa 27-2-'73").
Na de dienst trok een stoet vanaf de kerk via de Zwartenhovenbrugstraat, de Dr. Sophie Redmondstraat en de Domineestraat richting Spanhoek, op de hoek met de Keizerstraat. De groep, inmiddels aangezwollen tot zo'n tweeduizend, werd gestopt bij de Jodenbreestraat toen ze oog in oog kwam te staan met de oproerpolitie. Via een mobilofoon riep de politie op: "Mensen gaat u terug, dit is tegen de wet." Nadat dit drie maal herhaald was en niet werd gereageerd, werd de menigte met een salvo traangasgranaten uit elkaar gedreven. Dit incident verliep zonder gewonden.

## Gedenkteken
Op 27 februari 1974 plaatsten enkele vertegenwoordigers van de CLO het gedenkteken van Ronald Abaisa op de plek aan de Gravenstraat waar Abaisa een jaar eerder was omgekomen. Een uur later nam de politie het in beslag en na intensief overleg werd het op 1 mei herplaatst op het Kwakoeplein aan de Dr. Sophie Redmondstraat, nabij het standbeeld van Kwakoe.